# Епископ бањалучки Андреј
Епископ Андреј (световно Јанко Фрушић, Дивош (Сремска Митровица), 5/18. јул 1916. — Сремска Митровица, 22. март 1986) био је епископ Српске православне цркве.

## Световни живот
Епископ Андреј рођен је као Јанко Фрушић 5. јула 1916. године у селу Дивошу код Сремске Митровице, подно манастира Кувеждина. Породица Фрушића била је једна од најимућнијих у селу, а отац Стефан угледни поседник. Основну школу и реалну гимназију завршио је у Новом Саду, а Богословски факултет у Београду 1939. године. Са одликом је докторирао на истом факултету 1946. године.

## Монашки живот
Замонашен је по чину мале схиме 11. јула 1940. године у манастиру Бођанима, рукоположен у чин ђакона од епископа бачког Иринеја (Ћирића). Исти епископ рукоположио га је у чин презвитера — јеромонаха 15. марта 1941. у Новом Саду. За суплента гимназије у Новом Саду постављен је 1940. године, а по положеном професорском испиту био је професор Прве мушке гимназије у Београду.
За десет година прошао је све свештеномонашке чинове и звања у Цркви од монаха до архимандрита. Од 1947. до 1949. године, био је духовник цркве Ружице у Београду, где се истакао у мисионарском раду са побожнима. За професора и главног васпитача Богословије Светог Саве у манастиру Раковици постављен је 1949. године, а 1951. године за старешину истог манастира. На овој дужности остаје до краја 1952. године, када га Савет Богословског факултета у Београду бира за доцента на катедри Патрологије. Касније је држао катедре Хришћанске и Српске цркве, као и руског језика. У новембру 1958. године изабран је за ванредног професора Богословског факултета на коме положају остаје до избора за епископа.
Научне радове из области богословља, патрологије и историје, објављивао је у разним часописима, понајвише у „Богословљу“, часопису Богословског факултета. Неколико радова му је остало необјављено.

## Епископски живот
Одлуком Светог архијерејског сабора архимандрит др Андреј Фрушић, ванредни професор Богословског факултета, изабран је 19. јуна 1959. године за епископа будимљанског, викара патријарха српског. Хиротонисан је на Видовдан исте године уз Хризостома, славонског Емилијана и захумско-херцеговачког Владислава. Новохиротонисаном епископу Андреју поверена је у администрирање Митрополија црногорско-приморска (данас митрополија) на којој дужности је остао до избора за епископа бањалучког. Архипастирски рад епископа Андреја у Црној Гори био је крајње отежан због изразито агресивног деловања борбеног атеизма, подржаваног од стране тадашњих грађанских комунистичких власти.
На редовном заседању Светог архијерејског сабора 20. маја 1961. године, викарни епископ будимљански Андреј, изабран је за епархијског архијереја Епархије бањалучке, која је упражњена избором епископа Василија Костића на Епархију жичку. Устоличење новог архијереја у Бањој Луци обавио је у придворном храму Светог Саве, дотадашњи епископ бањалучки, сада жички Василије. Својом ученошћу, племенитошћу и помирљивим ставом, епископ Андреј је успео не само окупити и покренути сараднике, него и у неколико омекшати однос грађанских власти према Цркви не само у Бањој Луци него и на тлу целе епархије. Први знак добре воље према Цркви и новом епископу, била је напокон додела грађевинске дозволе за изградњу Саборне цркве, али не тамо где је раније била већ непосредно поред владичанског двора. Понегде и на подручју Епархије упорним настојањем свештеника добијене су дозволе за обнову порушених, а ређе изградњу нових храмова и парохијских домова.
Процес попуњавања и подмлађивања парохијског свештенства, започет за претходног епископа, настављен је убрзано. За скоро две деценије управљања Епархијом бањалучком, епископ Андреј рукоположио је 65 свештеника и оставио већи број богослова и студената на школовању и тиме, за оне прилике, решио питање свештеничког кадра у епархији.
Највећи успех на грађевинском плану је изградња и освећење Саборног храма Св. Тројице, али је и од изузетног значаја изградња и обнова 26 парохијских и филијалних храмова и 38 парохијских домова, као и два манастирска конака у Гомионици и Моштаници. Исто тако, заслугом епископа Андреја, земљотресом 1969. године тешко оштећени Владичански двор је обновљен и поново стављен у намену.
Епископ Андреј се истицао у унапређењу екуменских односа посебно са Римокатоличком црквом и месним почившим бискупом Алфредом Пихлером.
Као рођени Сремац, по својој жељи прешао је 1980. године на епархију сремску. Умро је у Сремској Митровици 22. марта 1986. године и сахрањен у манастиру Крушедолу. И око његовог одра, као и пре тога на сахрани епископа жичког Василија, били су присутни и Бањалучани, показујући тиме љубав и верност према својим архипастирима.